# Neacomys spinosus
O rato-espinhoso (Neacomys spinosus) é um roedor da família Cricetidae que é encontrado da Colômbia ao estado do Mato Grosso, no Brasil.
Possui uma pelagem que se compõe de espinhos tubulares e pêlos delgados, sendo os espinhos mais abundantes no dorso e ausentes na região ventral.